# Flucht von Alcatraz (1962)
Die vermutlich erfolgreiche Flucht von Alcatraz ist das Verschwinden der drei Insassen Frank Morris, John Anglin und Clarence Anglin von der US-amerikanischen Gefängnisinsel Alcatraz vor San Francisco im Bundesstaat Kalifornien am 11. Juni 1962. Ein vierter Mann (Allen West) musste aus Zeitgründen zurückgelassen werden. Es wird angenommen, dass Morris und die Brüder Anglin bei dem Fluchtversuch ertrunken sind. Die Geschichte wurde später als Vorlage für den Film Flucht von Alcatraz mit Clint Eastwood genutzt.
Die Flucht war einer von insgesamt vierzehn Fluchtversuchen aus Alcatraz und gilt neben dem Ausbruch von Theodore Cole und Ralph Roe im Jahr 1937 als der einzige, der womöglich erfolgreich war.

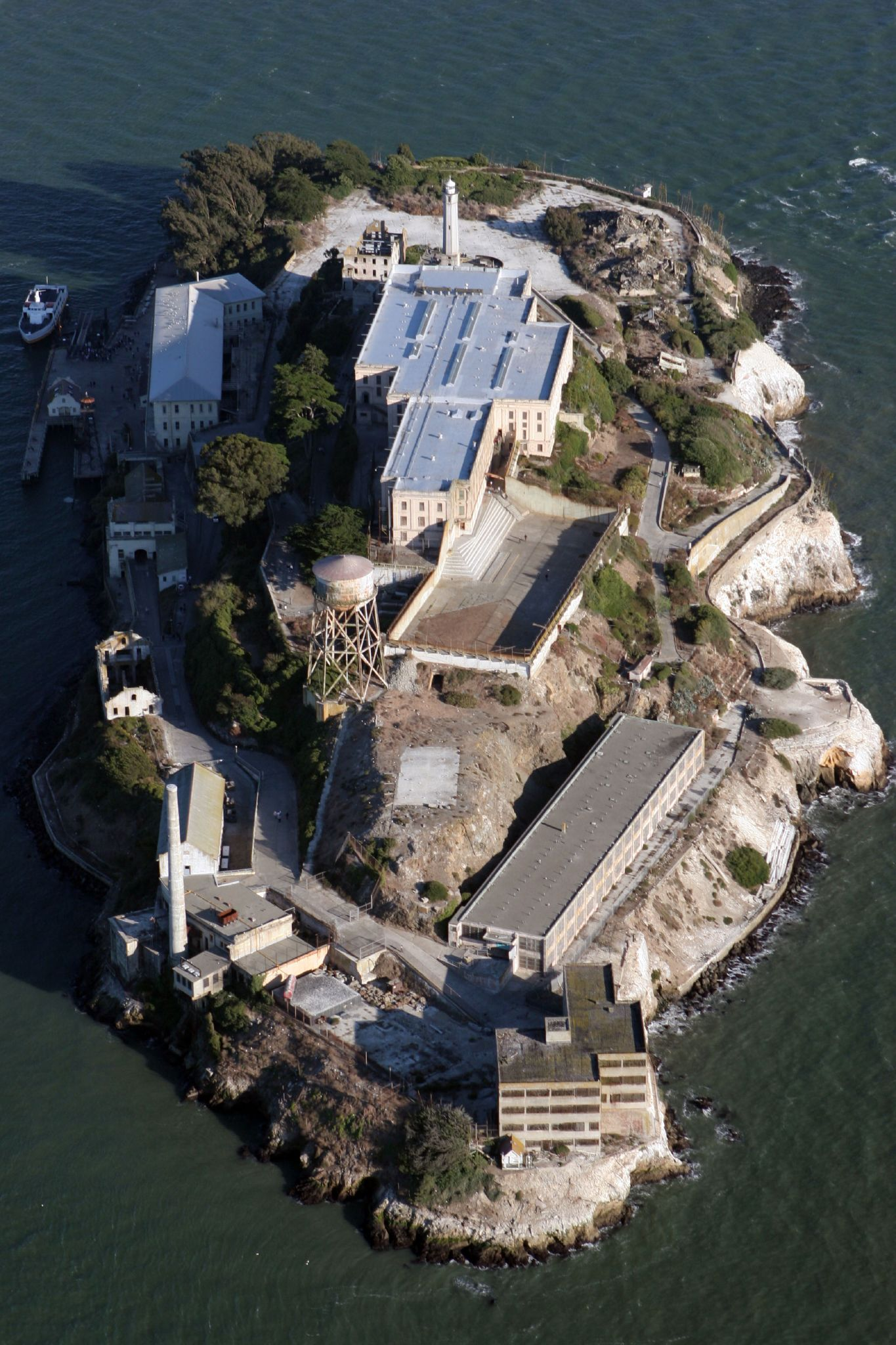
Gefängnisinsel Alcatraz (2005)

## Die Flüchtlinge

### Frank Morris
Frank Lee Morris (* 1. September 1926) soll einen IQ von 133 gehabt haben. Er wurde im Laufe seines Lebens unter anderem wegen Drogenhandels und bewaffneter Überfälle verurteilt und 1960 auf die Gefängnisinsel Alcatraz gebracht (Häftlingsnummer AZ1441).

### John und Clarence Anglin
John William Anglin (* 2. Mai 1930 in Donalsonville, Georgia) und Clarence Anglin (* 11. Mai 1931 in Donalsonville, Georgia) waren ein Brüderpaar. John Anglin war wegen Diebstahls und Bankraubs inhaftiert, nachdem er zusammen mit seinem Bruder aus dem Bundesgefängnis in Leavenworth geflohen war.

### Allen West
Allen Clayton West (* 25. März 1929 in New York City; † 21. Dezember 1978), war inhaftiert wegen Autodiebstahls im Jahr 1955, zunächst im Atlanta Penitentiary. Nach einem erfolglosen Fluchtversuch aus dem Florida State Prison wurde er 1957 nach Alcatraz verlegt (Häftlingsnummer AZ1335). West verspätete sich beim Fluchtversuch von Alcatraz und blieb zurück. Er verstarb im Gefängnis.

Beteiligte an der Flucht
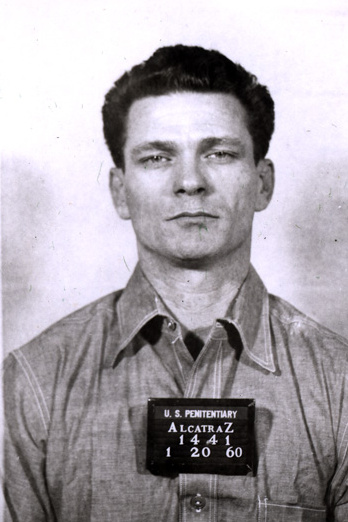
Frank Morris (AZ1441)
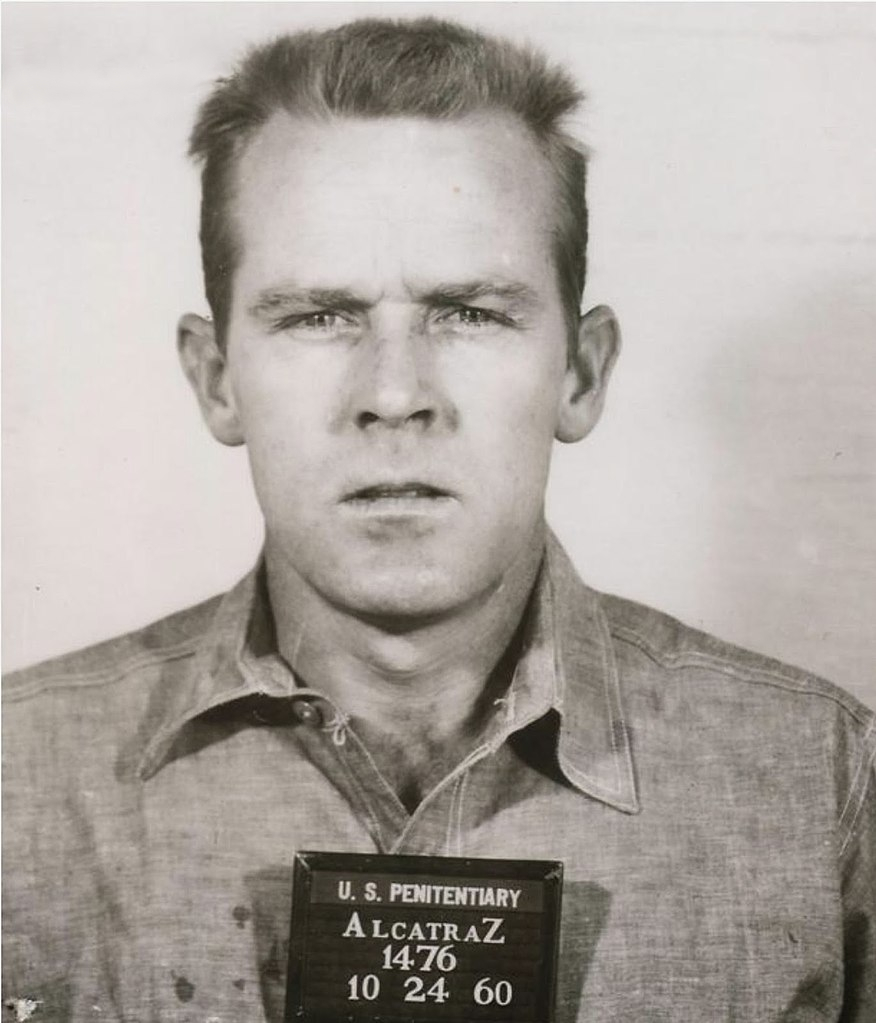
John Anglin (AZ1476)
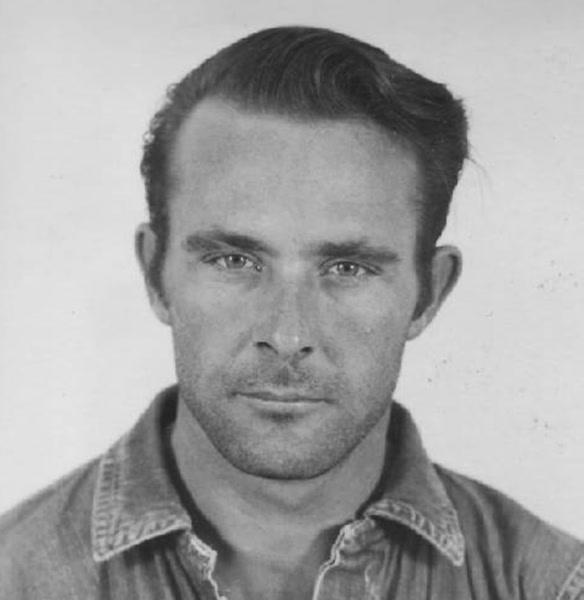
Clarence Anglin
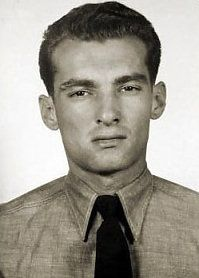
Allen West

## Ablauf

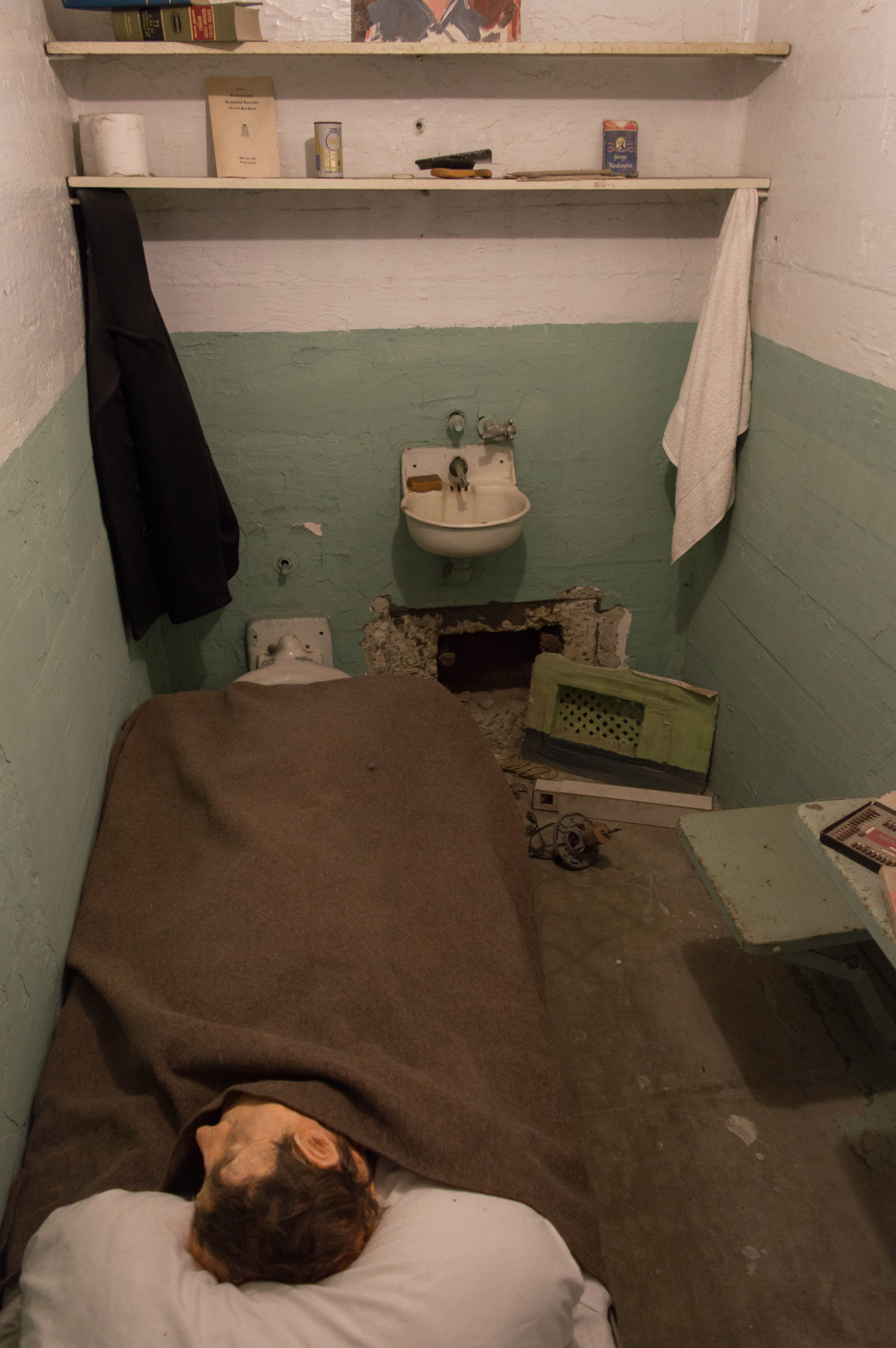
Eine der Fluchtzellen

Die vier Männer konnten sich innerhalb von zwei Jahren ihren Weg durch die Belüftungsschächte der Zellen freigraben, da der von Salz und Feuchtigkeit stark angegriffene Mörtel brüchig geworden und daher mit in die Zellen geschmuggelten Essbestecken aus massivem Stahl relativ leicht wegzukratzen war. So gelangten sie am 11. Juni 1962 über das Dach des Zellenblocks schließlich nach außen und verschwanden dann mit einem Schlauchboot, das sie mithilfe von Regenmänteln und Klebstoff selbst gefertigt hatten.

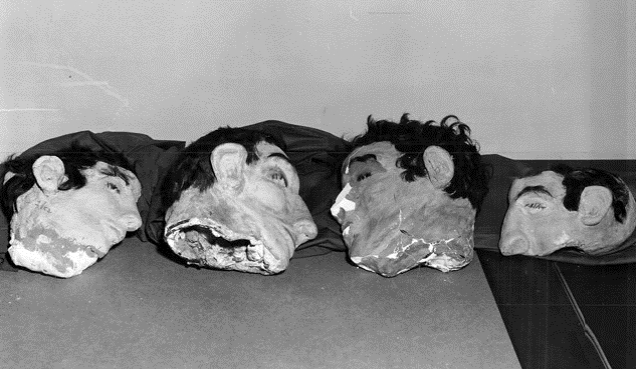
Für die Flucht verwendete Kopfattrappen

Damit die Flucht nicht sofort auffiel, hatten sie Kopfattrappen aus Baumwolle, Seife und Menschenhaar hergestellt. Ihr Verschwinden wurde erst am nächsten Morgen bemerkt, als sie bereits einen Vorsprung von über neun Stunden hatten. Teile ihres Schlauchbootes und ihrer Schwimmhilfen wurden an Land gespült bzw. von Fischern geborgen.

## Verbleib der Geflohenen
Die 1979 abgeschlossene FBI-Untersuchung des Falls kommt zu dem Ergebnis, dass die Ausbrecher vermutlich ertranken. Leichen wurden nicht gefunden, was für die Bucht mit ihrer starken Strömung auf den offenen Pazifik hinaus allerdings nicht ungewöhnlich ist. Dennoch hält sich das Gerücht einer erfolgreichen Flucht. So sprechen einige neuere Indizien dafür, dass Morris und den Anglin-Brüdern die Flucht gelungen ist. Auch spätere Versuche haben gezeigt, dass es möglich war, von Alcatraz aus an Land zu schwimmen.
2013 ging bei der Polizei von San Francisco ein Brief ein, der angeblich von John Anglin verfasst wurde. Darin wird von der erfolgreichen Flucht aller drei Ausbrecher geschrieben. Clarence Anglin sei 2011 und Frank Morris 2005 gestorben, John Anglin selbst leide an Krebs.  Eine Analyse der Handschrift durch das FBI konnte nicht eindeutig klären, ob der Brief authentisch ist.
Eine im Jahr 2015 vom Bezahlfernsehsender History ausgestrahlte Sendung beschäftigt sich mit der Flucht. Demnach sollen mindestens John und Clarence Anglin die Flucht überlebt haben. Die Grundlage dafür lieferte die Familie der Anglin-Brüder. Neffen der Häftlinge, Ken und David Widner, stellten dem TV-Sender zu den Flüchtlingen Unterlagen aus Familienbesitz zur Verfügung, die aus der Zeit nach 1962 stammen sollen. Dazu zählte eine Fotografie, die ein Jugendfreund der Anglin-Brüder Mitte der 1970er-Jahre in Brasilien von ihnen gemacht haben will, als er den Brüdern angeblich zufällig begegnete. Die beiden sollen ihn auf ihre Farm eingeladen haben, auf der das Foto entstanden sein soll. Die Dokumentation zeigt unter anderem, wie ein US-amerikanischer Experte für forensische Gesichtserkennung das Foto von 1975 detailliert analysiert und mit großer Sicherheit zu dem Ergebnis gelangt, dass es sich bei den Männern auf dem Foto um die Anglin-Brüder handele.
Frank Morris und die Brüder John und Clarence Anglin stehen nach wie vor auf der Liste der meistgesuchten Verbrecher im nördlichen Kalifornien (Northern California Most Wanted). Die dort von ihnen gezeigten Bilder wurden vom FBI künstlich gealtert und zeigen, wie sie heute aussehen könnten.

Darstellung der gealterten Flüchtlinge, wie sie nach Angaben des FBI inzwischen aussehen könnten
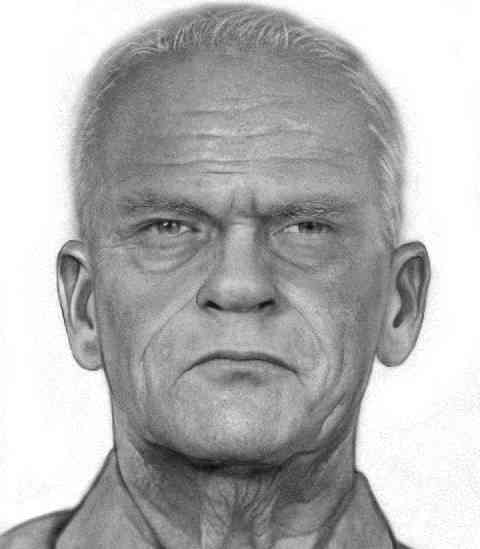
Frank Morris
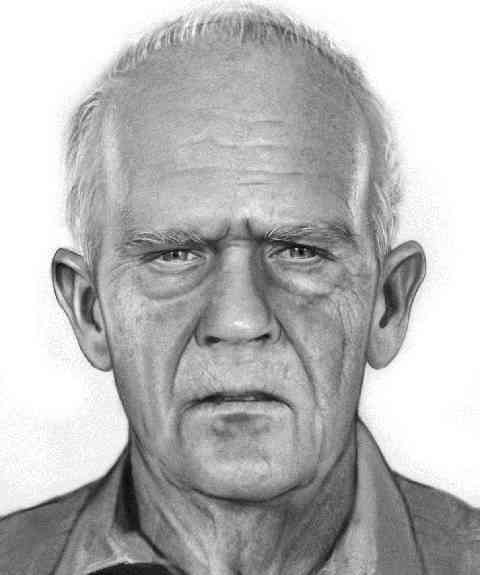
John Anglin
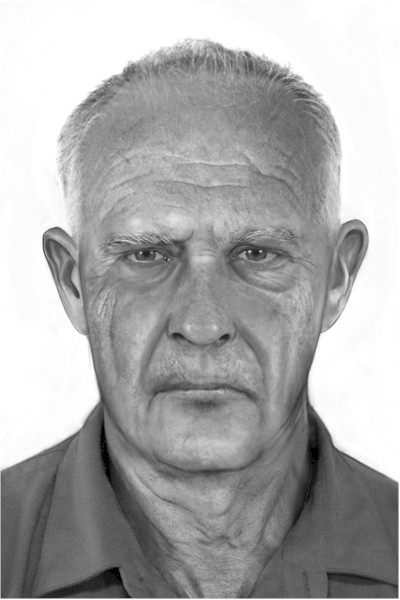
Clarence Anglin

## Verfilmung
Im Film Flucht von Alcatraz (1979) spielten Clint Eastwood (Frank Morris), Fred Ward (John Anglin) und Jack Thibeau (Clarence Anglin) die drei erfolgreichen Flüchtenden. Der vierte Mann, der zurückbleibt, heißt im Film Charles Marsh und wird dargestellt durch Larry Hankin.